# Château de Monsanto
Le château de Monsanto est un château médiéval située à Idanha-a-Nova, dans le district de Castelo Branco au Portugal.

## Description
Le château est situé sur une colline qui culmine à 763 mètres et domine les plaines de la Serra da Gardunha. Dans l'enceinte on trouve une chapelle et une église. Enfin, la forteresse se compose de trois murailles.
Le château servit de décor naturel pour une partie du tournage de la série télévisée House of the Dragon, une adaptation du roman Feu et Sang de George R.R. Martin : laquelle est un préquel de la série Game of Thrones de HBO.

## Histoire
On retrouve des traces de présence humaine remontant jusqu'au Paléolithique, le site fut tour à tour sous occupation romaine, wisigothe ou encore maure.
D. Afonso Henriques, après la reconquête face aux Maures, fit don des terres aux Templiers (Ordre de Santiago) qui y firent construire le château de Monsanto au XIIe siècle.
Sous le règne de D. Dinis, le château sera restauré et ses défenses étendues. Pendant la guerre de Restauration, au XVIIe siècle, la place forte aura un rôle important face aux différentes guerres avec l'Espagne.
Au début du XIXe siècle, une importante explosion dans un entrepôt causa de graves dommages.

## Galerie

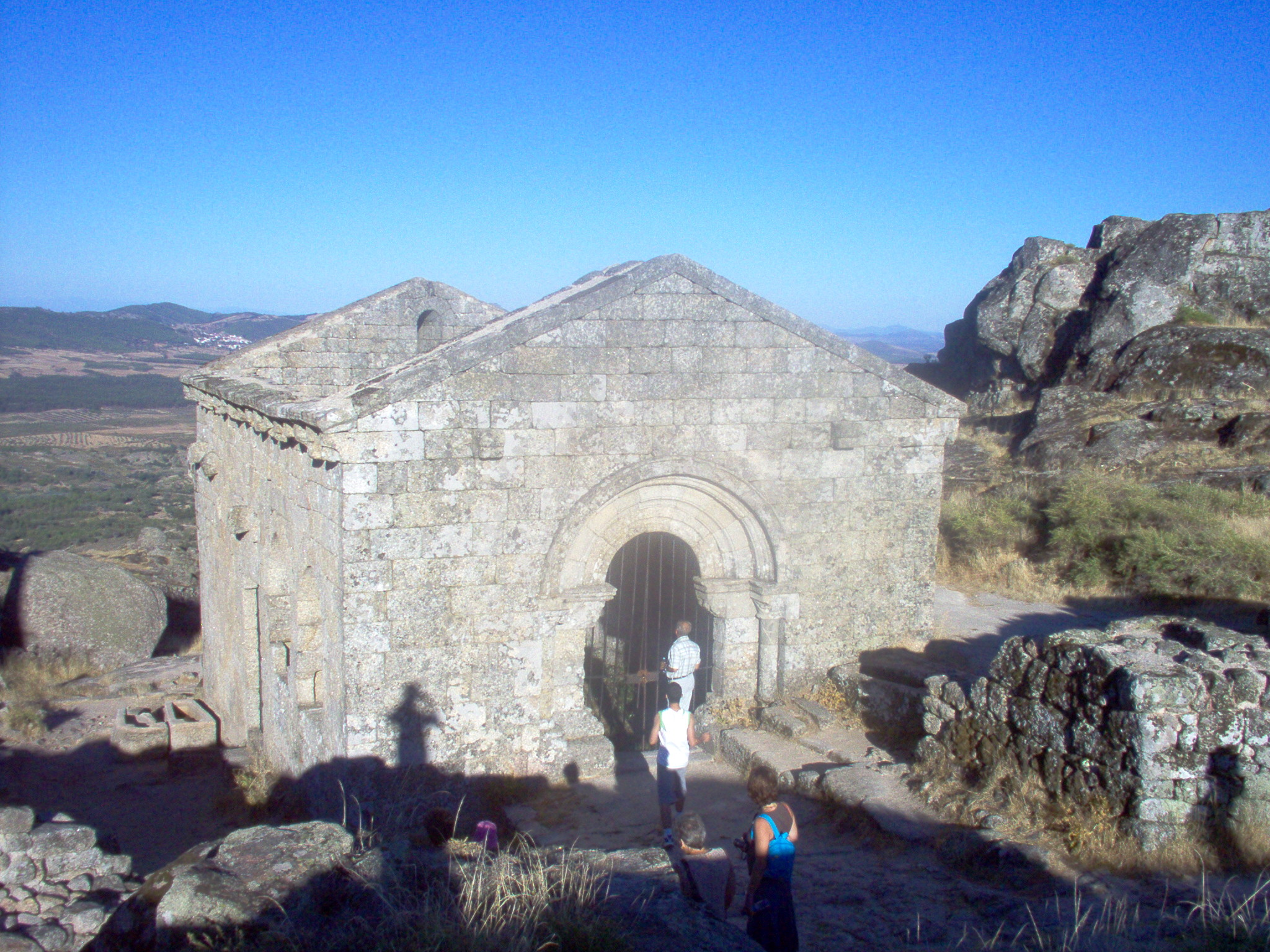
L'église de São Miguel
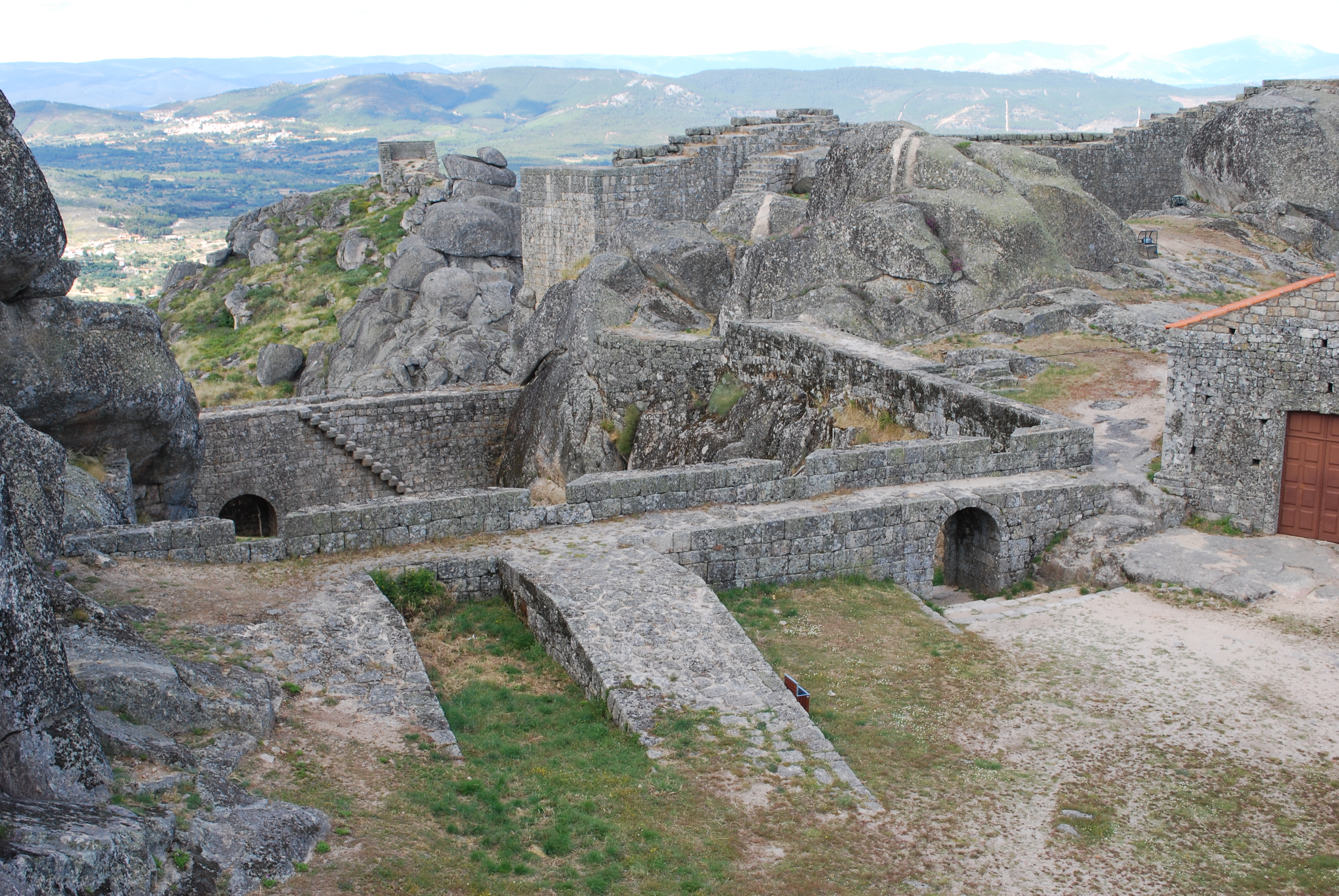
L'entrée principale
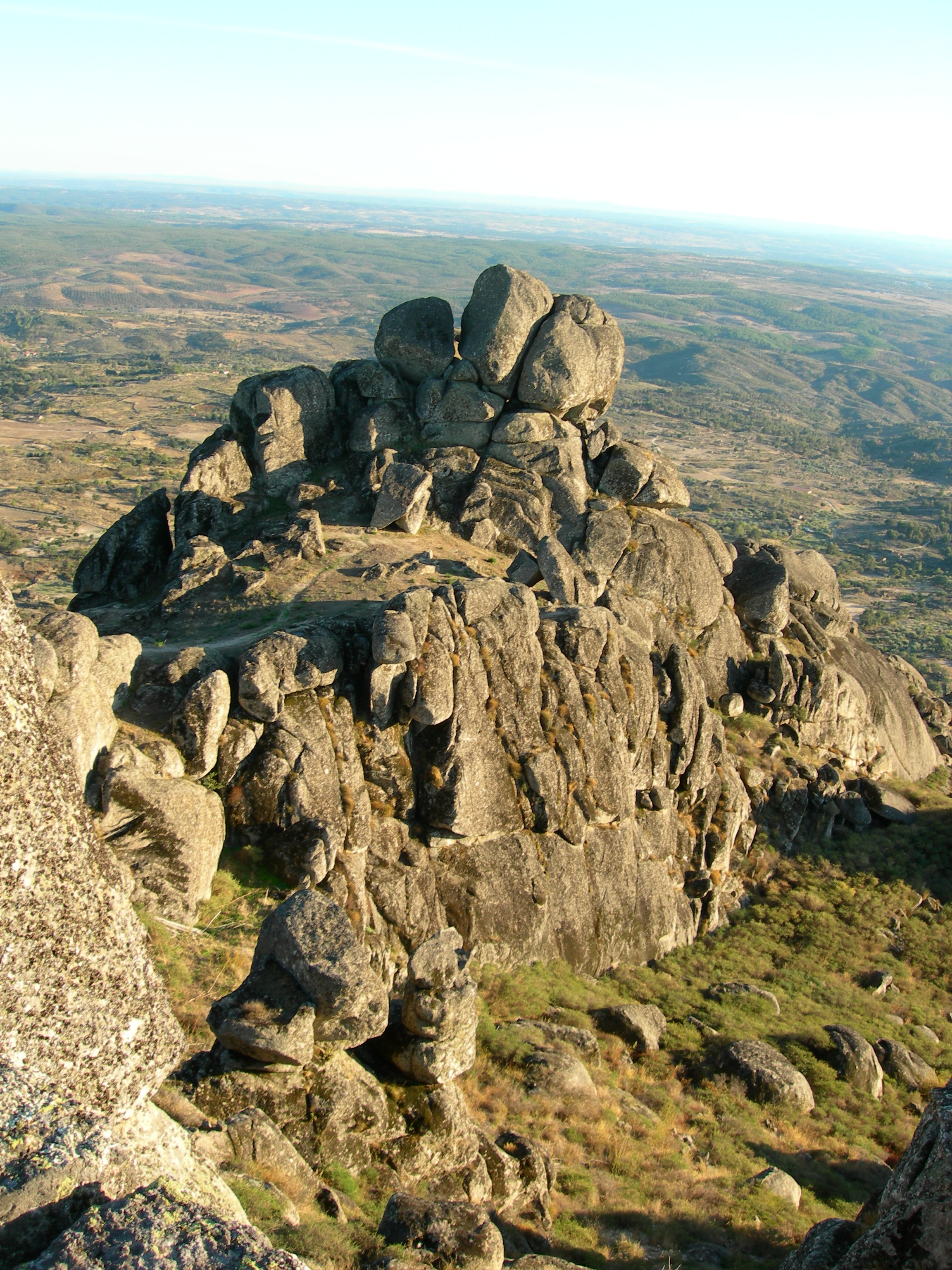
La forteresse
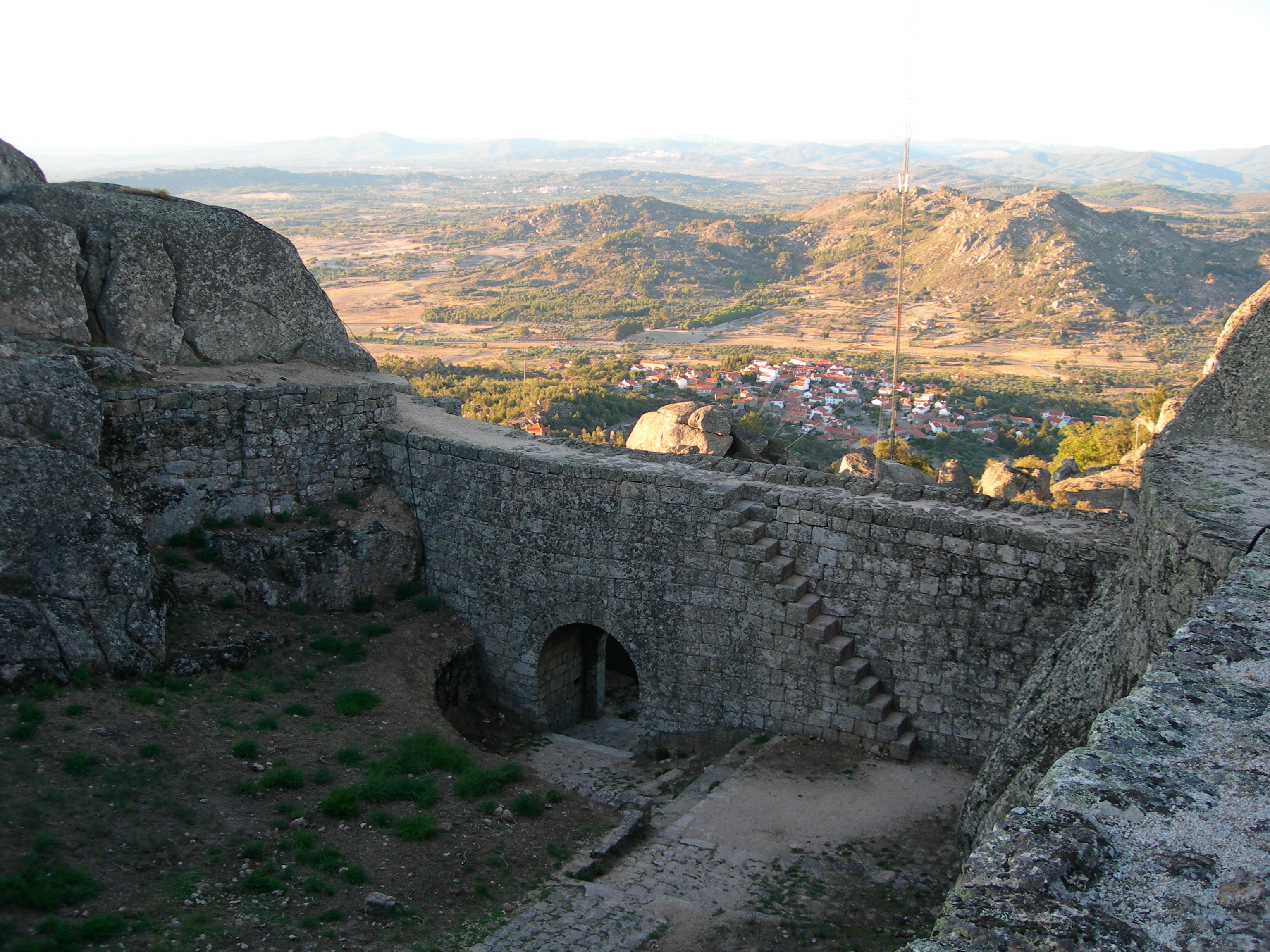
L'entrée de la cour depuis l'intérieur
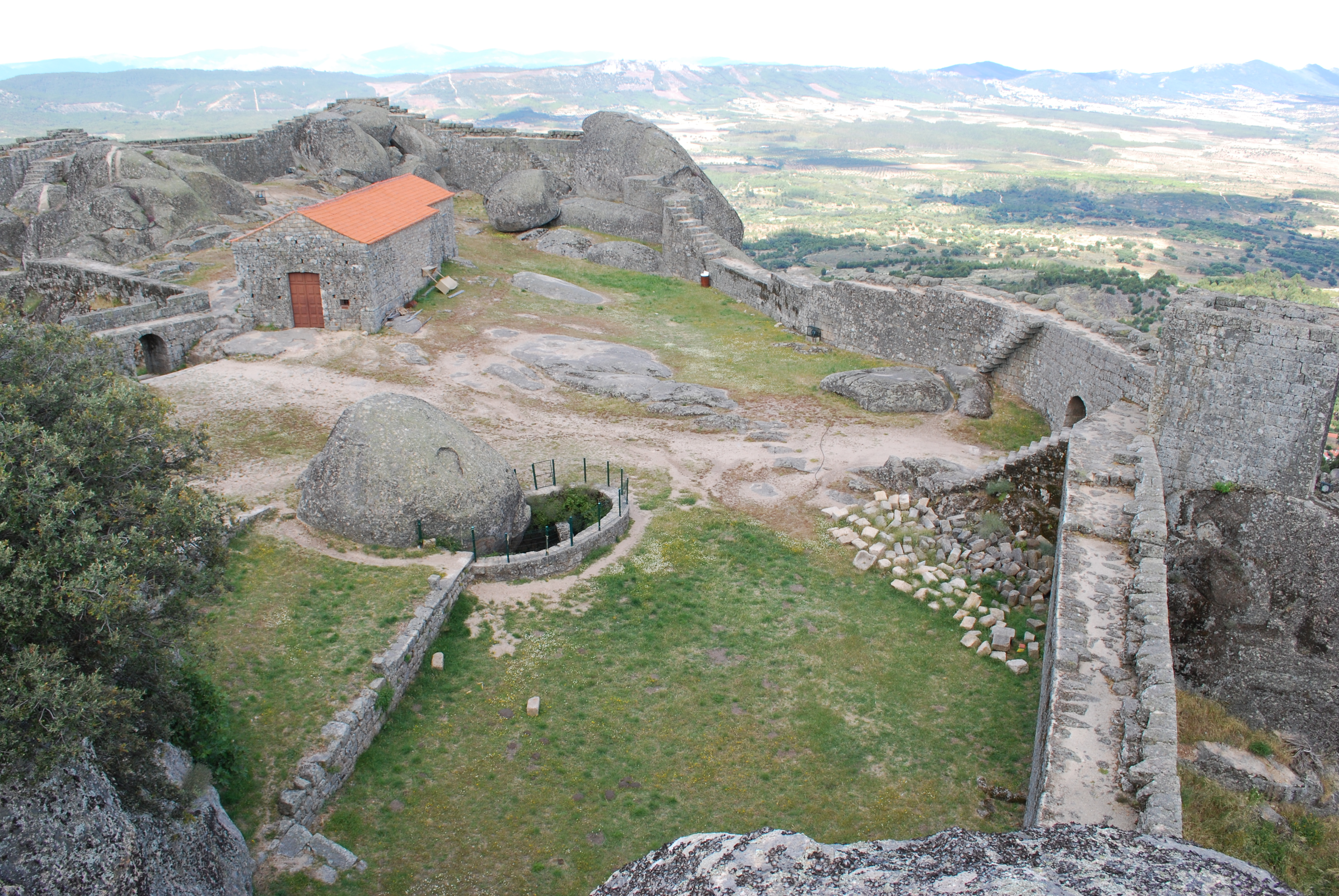
La cour intérieur et les tours
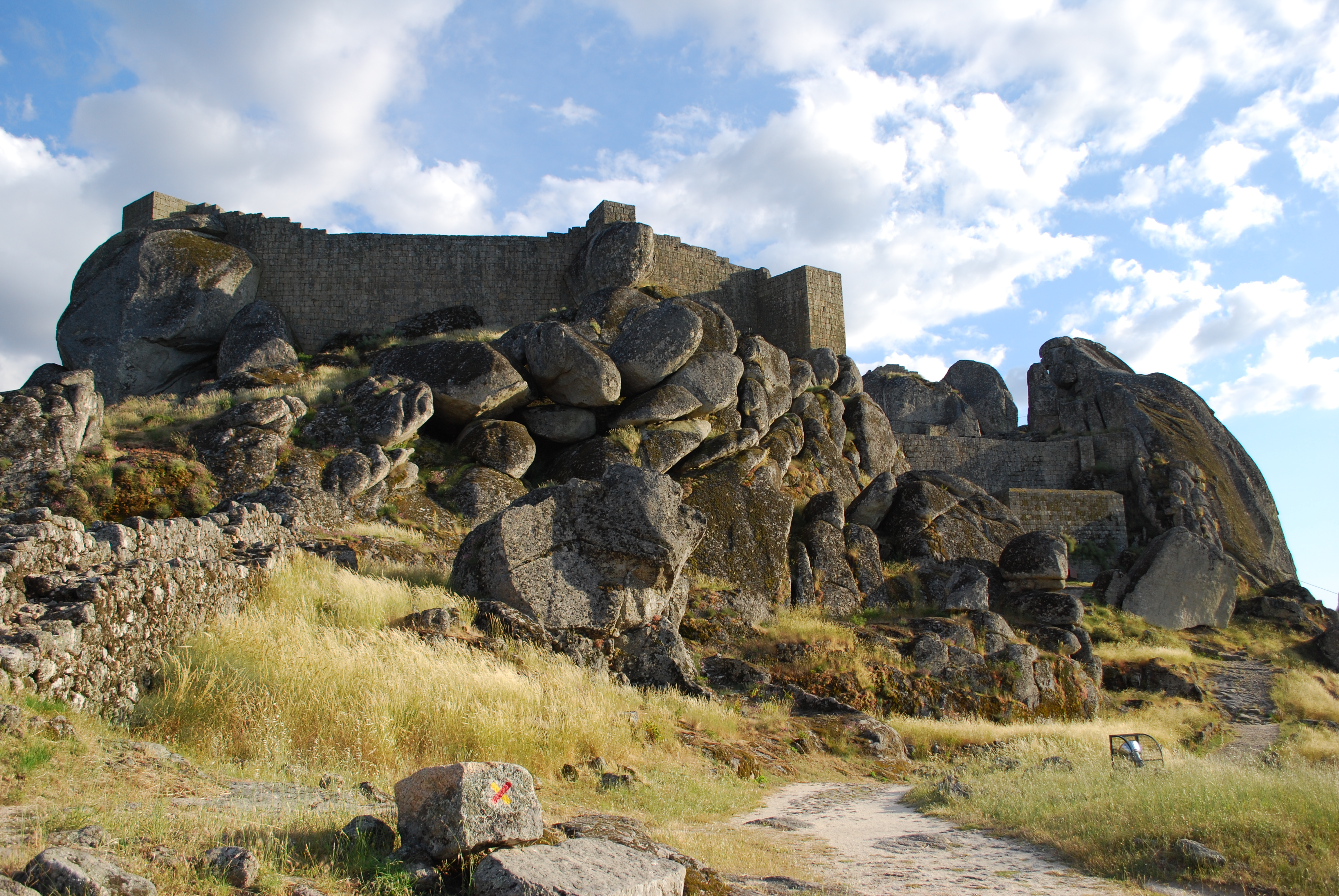
La voie d'accès au château